# Акцентное освещение
Акцентное освещение (англ. accent lighting)— фокусирование света в определенном месте или на определенном объекте. Главной задачей такого освещения является привлечение внимания к освещаемому объекту. В большинстве случаев эффект достигается созданием контраста между объектом и общим фоном, на котором рассматривается объект.

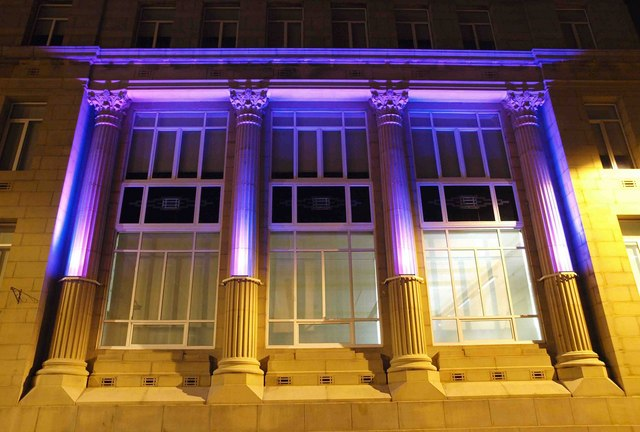
Акцентное освещение фасада Barnsley Building Society в ночное время

## Применение
Акцентное освещение может использоваться:
1. для подсветки экспонатов (в музеях, на выставках) или отдельных товаров в магазинах;
2. для подсветки различных архитектурных элементов (колонн, барельефов, карнизов, арок);
3. для придания интерьеру зрительной структуры (световое зонирование интерьера, помощь в ориентации в помещении)/

Устраивается такое освещение с помощью разнонаправленных светильников или систем освещения с независимыми плафонами, которые, обычно, регулируются в двух плоскостях, что дает возможность направить свет на разные объекты, независимо друг от друга. Такими светильниками могут быть прожекторы, споты, точечные светильники, торшеры и трековые системы.

## Виды

### Концентрированный свет
Вверх: Создание областей высокой яркости на потолке с темными участками между ними. Луч распространяется от 30 ° или менее вверх.

Вниз: Используется для создания областей высокой яркости на полу с темными участками между ними. Луч распространяется от 30 ° или менее вниз, используется для разработки пространства с высокой контрастностью.

### Направленное освещение
Используется для освещения объекта, чтобы сосредоточить внимание на нем. Светильник располагают так, чтобы он излучал свет около 30° от вертикали, что по общему мнению лучше всего подходит для искусства.